# Targhe d'immatricolazione del Kazakistan

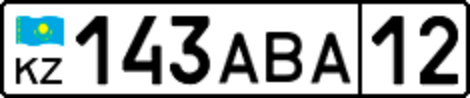
Targa standard di un veicolo privato kazako (12 = regione di Mangghystau)

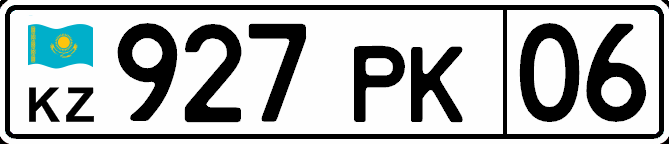
Targa d'immatricolazione apposta su un veicolo commerciale (06 = regione di Atyrau)

Le targhe d'immatricolazione del Kazakistan nascono nel 1993; precedentemente i veicoli kazaki erano immatricolati con targhe dell'Unione Sovietica, da cui questo Stato si rese indipendente il 16 dicembre 1991.

## Sistema in uso

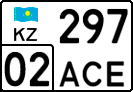
Targa su due righe di un veicolo privato immatricolato ad Almaty città

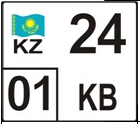
Targa di un motociclo

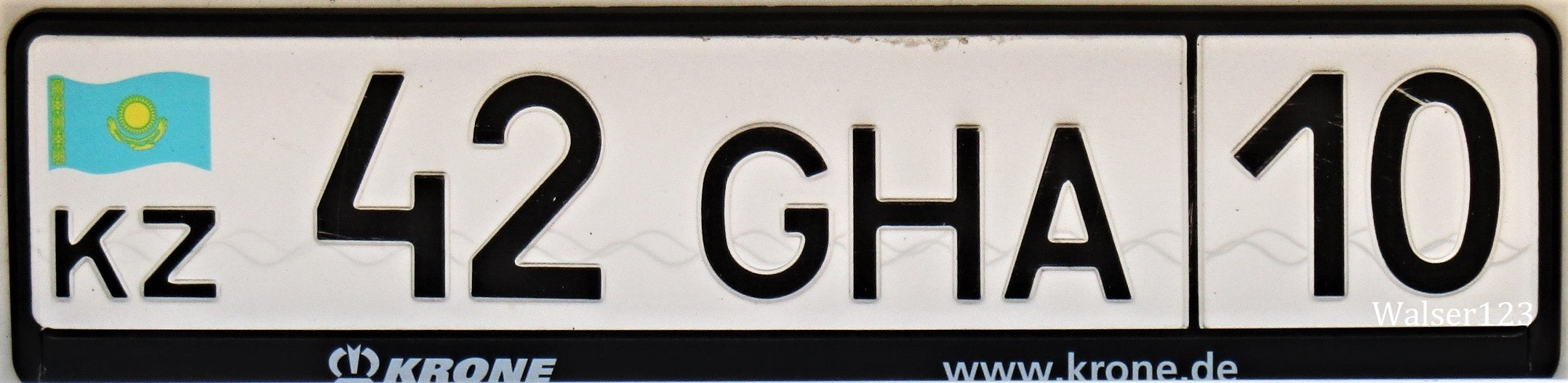
Formato su una linea per rimorchi emesso dal 2019, con la serie numerica composta da due cifre

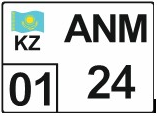
Formato su doppia linea per rimorchi

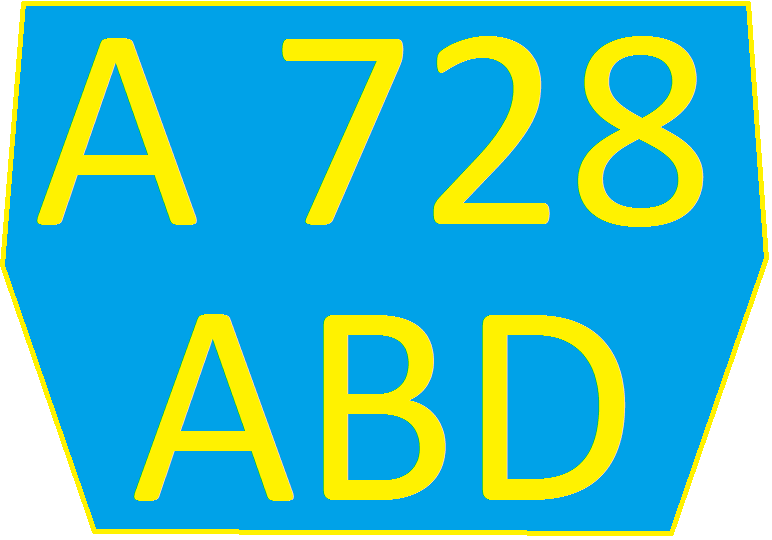
Targa di una macchina agricola/edile o di un veicolo speciale/elettrico

A partire da agosto del 2012 sono state emesse nel Paese nuove targhe, di formato simile a quelle russe, che sono composte, da sinistra a destra, dalla sigla internazionale KZ sormontata dalla bandiera nazionale con i bordi orizzontali ondulati, tre o due lettere a seconda che il veicolo sia rispettivamente privato o commerciale, e un riquadro con all'interno un codice di due cifre indicante la regione o città autonoma. Le lettere in uso, compresa la "G" introdotta nel 2014, sono quelle dell'alfabeto latino, anche se non vengono utilizzate la "I", la "J" e la "Q". 
Le targhe su una sola linea misurano 520 × 112 mm, quelle su due righe 280 × 202 mm, quelle per motoveicoli 240 × 202 mm. Sulle targhe d'immatricolazione con i caratteri distribuiti su due linee, il riquadro con il numero della regione o città è situato in basso a sinistra. 
I colori attualmente in uso sono:
- nero su fondo bianco per le targhe ordinarie;
- nero su giallo per i veicoli i cui proprietari sono stranieri;
- bianco su rosso per le targhe diplomatiche (tranne quelle delle vetture dei consoli onorari, con lettere e cifre nere su sfondo giallo) e delle auto riservate alle cerimonie ufficiali;
- bianco su nero per gli automezzi dell'esercito (esclusi quelli della polizia militare, che hanno caratteri neri su fondo bianco come le targhe normali);
- bianco su blu per le auto e moto della polizia (sprovviste di lettere) e per i veicoli delle Nazioni Unite, i quali occasionalmente possono avere gli stessi colori delle targhe ordinarie;
- bianco su verde per le autovetture della guardia di frontiera;
- giallo su celeste per veicoli elettrici o speciali, macchine edili o agricole, che possono avere un formato quadrato o esagonale (con gli angoli superiori o inferiori smussati)[2].

Blocchi alfanumerici differenti sono assegnati ai veicoli di proprietari stranieri, di joint venture e di società estere, che hanno targhe composte da una lettera e un numero di quattro cifre. 
Due cifre e tre lettere contraddistinguono i rimorchi, le cui targhe sono stampate in due formati: su doppia linea (dove bandiera e lettere sormontano le cifre e il codice numerico dell'area d'immatricolazione) o, dal 2019, su una riga, con tre lettere seguite da due cifre e dal numero della regione o città. 
Nel seguente elenco sono riportati i codici numerici utilizzati da agosto del 2012 (eccetto il 17, introdotto nel giugno 2018, e quelli compresi tra il 18 e il 20, aggiunti nel giugno 2022).
| Codice | Regione / città                       |
| ------ | ------------------------------------- |
| 01     | Città di Astana                       |
| 02     | Città di Almaty                       |
| 03     | Regione di Aqmola                     |
| 04     | Regione di Aqtöbe                     |
| 05     | Regione di Almaty                     |
| 06     | Regione di Atyrau                     |
| 07     | Regione del Kazakistan Occidentale    |
| 08     | Regione di Zhambyl                    |
| 09     | Regione di Karaganda                  |
| 10     | Regione di Qostanay                   |
| 11     | Regione di Qyzylorda                  |
| 12     | Regione di Mangghystau                |
| 13     | Regione di Turkistan                  |
| 14     | Regione di Pavlodar                   |
| 15     | Regione del Kazakistan Settentrionale |
| 16     | Regione del Kazakistan Orientale      |
| 17     | Città di Şımkent                      |
| 18     | Regione di Abaj                       |
| 19     | Regione di Zhetisu                    |
| 20     | Regione di Ūlytau                     |

## Codici speciali e loro significato
- ADM - autorità amministrative

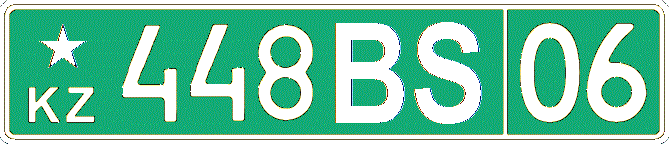
Formato in uso per veicoli del Servizio di controllo delle frontiere

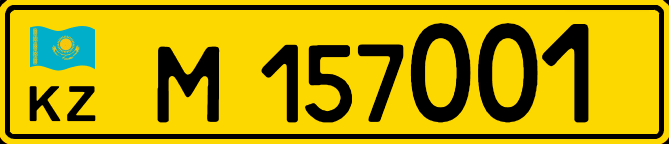
Formato per veicoli di società estere

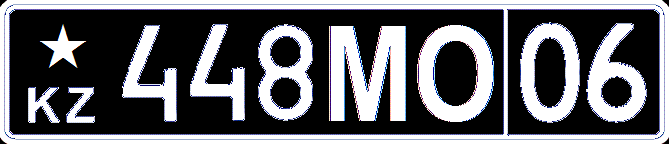
Esempio di formato per automezzi in dotazione all'Esercito, regione di Atyrau, introdotto nel 2014

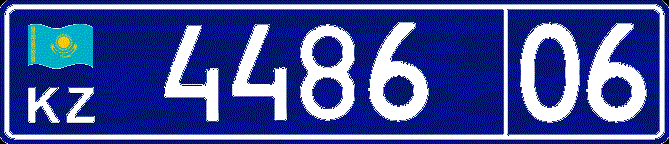
Targa di un'auto della Polizia della regione di Atyrau, con grafica introdotta a dicembre del 2015

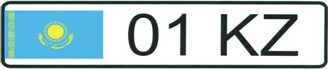
Targa d'immatricolazione della vettura ufficiale del Presidente

- BS (bianco su verde, stella in alto a sinistra di dimensioni ridotte) - Servizio di controllo delle frontiere (Border Service)
- CMD (bianco su rosso) - Capo di una missione diplomatica (Chef de Mission Diplomatique)
- D (bianco su rosso) - personale diplomatico
- F (nero su giallo) - veicoli di proprietari stranieri (Foreigner)
- H[4], C (nero su giallo) - veicoli di joint venture
- HC (nero su giallo) - Console Onorario (Honorary Consul)
- M (nero su giallo) - veicoli intestati a società estere
- MO, WO (nero su bianco, stella in alto a sinistra di dimensioni ridotte) - Ministero della Difesa (Министерство Обороны), Esercito
- MP (stella in alto a sinistra di dimensioni ridotte) - Polizia Militare (Military Police)
- P (nero su giallo) - targa provvisoria da esportazione (Provisional plate)
- PROTOCOL (bianco su rosso) - veicoli che partecipano a cerimonie ufficiali di protocollo a sostegno di delegazioni estere
- T (bianco su rosso) - personale tecnico-amministrativo accreditato presso un'ambasciata o un consolato
- UN 012 CD (bianco su blu o nero su bianco, emblema dell'organizzazione anteposto alle tre cifre della numerazione) - personale delle Nazioni Unite (United Nations)
- UU - Guardia Nazionale (Ulttyq Ulan)
- 001–200 AV - veicoli ufficiali di deputati del Parlamento, funzionari del Governo e di autorità amministrative
- 01 KZ - Presidente della Repubblica
- 02 KZ - Primo ministro
- 03 KZ - Presidente dell'Assemblea (Májilis)
- 04 KZ - Presidente del Senato
- 05 KZ - Segretario di Stato
- 06–65(?)KZ - Vicepremier, ministri, capi di dipartimento ad Astana e ad Almaty
- 01–100(?)SK - Servizio di Sicurezza del Presidente della Repubblica (State Security Service of Kazakhstan)

## Targhe provvisorie

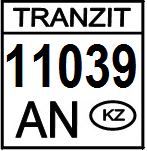
Targa di transito

Da dicembre 2013 le targhe provvisorie di transito sono di cartone e hanno caratteri e bordo nero su fondo bianco; ufficialmente le dimensioni sono 240 × 260 mm, anche se spesso sono stampate con misure differenti. La scritta TRANZIT sormonta quattro o cinque cifre a loro volta sopra il codice numerico della città o della provincia e le lettere KZ in un ovale. Questo sistema non è stato introdotto a livello nazionale e, a partire dalla metà del 2016, la maggior parte delle targhe di transito viene rilasciata nello stile del 1994, di cartone e con la dicitura TRANZIT in alto, una linea orizzontale posizionata sopra quattro o cinque cifre nella riga centrale e, in basso, due lettere (la prima delle quali era la sigla che fino ad agosto 2012 identificava la città o la provincia) e le lettere KZ all'interno di un ovale.

## Targhe diplomatiche

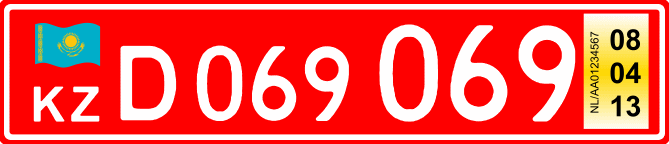
Targa diplomatica con formato utilizzato da agosto 2012

A partire dal 2014 le targhe diplomatiche hanno caratteri bianchi su fondo rosso riflettente, misurano 520 × 112 mm o 280 × 200 mm. 
Il formato su un'unica linea la versione ondulata della bandiera nazionale sormonta le lettere KZ a sinistra. L'unica lettera indicante lo status del proprietario del veicolo è anteposta a un numero di tre cifre, delle stesse dimensioni della lettera, identificativo del Paese del personale diplomatico o dell'organizzazione internazionale (vd. infra), e a un altro numero di tre cifre ma seriale e di dimensioni più grandi; 001 è riservato al capo di una missione. 
Nel formato su doppia linea, la lettera e il codice numerico associato al personale diplomatico o all'organizzazione internazionale sono posizionati in alto a destra della bandiera, il numero seriale in basso.

### Codici numerici in uso nelle targhe diplomatiche e Paesi od organizzazioni internazionali corrispondenti
| Numero | Stato / Organizz. internaz.               | Numero | Stato / Organizz. internaz. | Numero | Stato / Organizz. internaz. |
| ------ | ----------------------------------------- | ------ | --------------------------- | ------ | --------------------------- |
| 001    | Stati Uniti                               | 002    | Iran                        | 003    | Cina                        |
| 004    | Turchia                                   | 005    | Germania                    | 006    | Pakistan                    |
| 007    | Israele                                   | 008    | India                       | 009    | Canada                      |
| 010    | Corea del Nord                            | 011    | Francia                     | 012    | Mongolia                    |
| 013    | Italia                                    | 014    | Cuba                        | 015    | Ungheria                    |
| 016    | Libia                                     | 017    | Romania                     | 018    | Regno Unito                 |
| 019    | Russia                                    | 020    | Armenia                     | 021    | Giappone                    |
| 022    | Comitato internazionale della Croce Rossa | 023    | Uzbekistan                  | 024    | Palestina                   |
| 025    | Corea del Sud                             | 032    | Polonia                     | 037    | UNICEF                      |
| 040    | Delegazione dell'Unione europea           | 044    | Australia                   | 046    | UNESCO                      |

## Sistema utilizzato fino al 2012

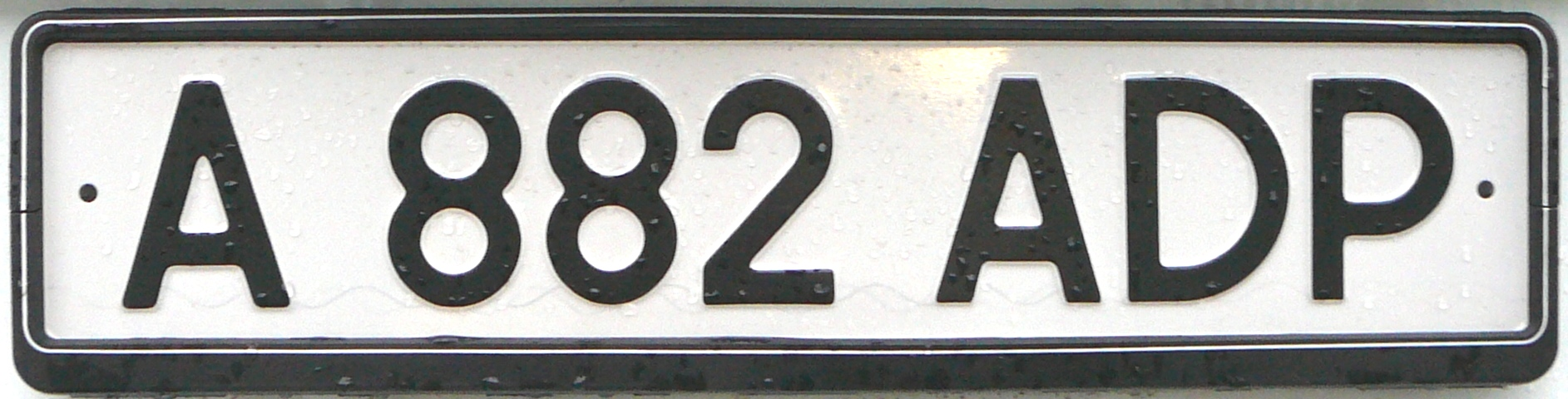
Targa di un veicolo privato con formato emesso dal 1993 al 31 luglio 2012

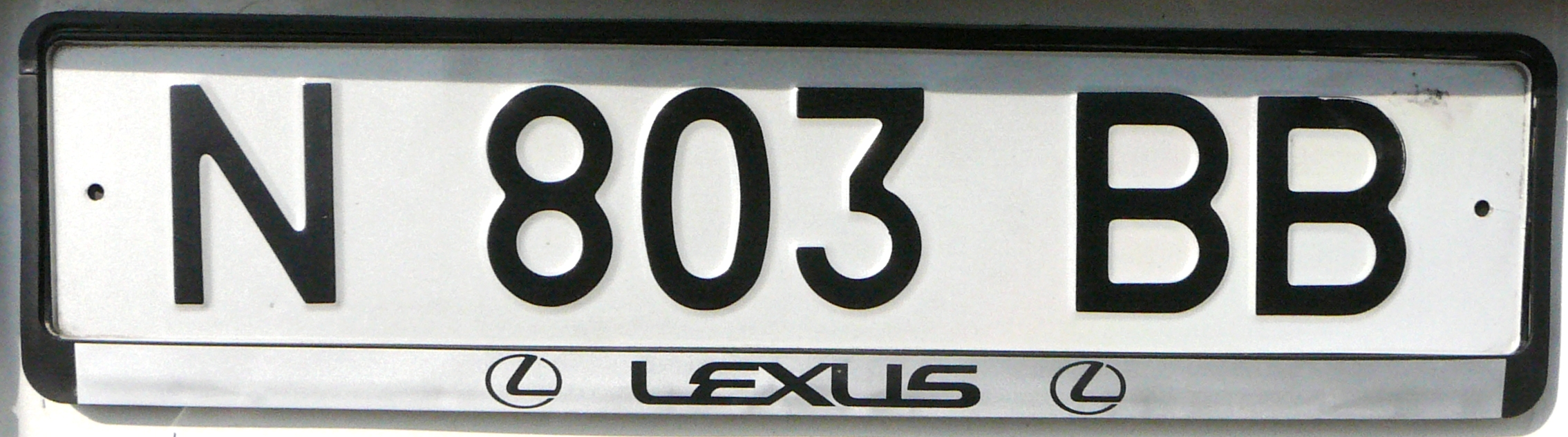
Formato cessato per veicoli commerciali

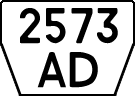
Targa di un rimorchio (vecchio formato)

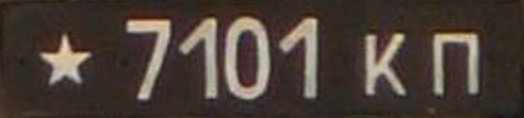
Targa, del tipo terminato nel 2014, di un automezzo dell'Esercito

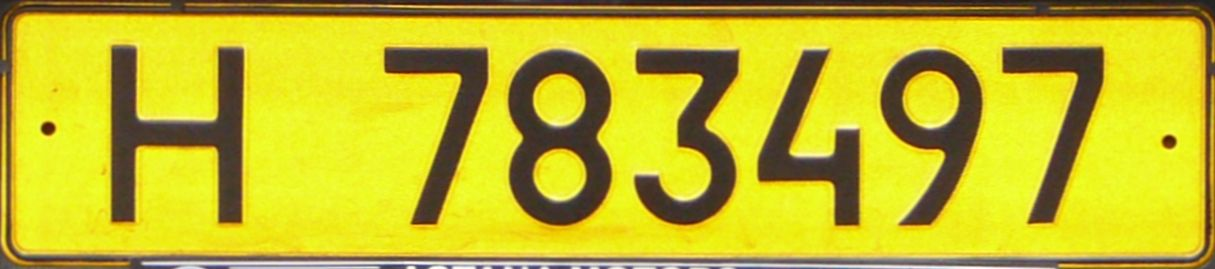
Formato non più in uso per veicoli intestati a uno straniero o a una joint venture

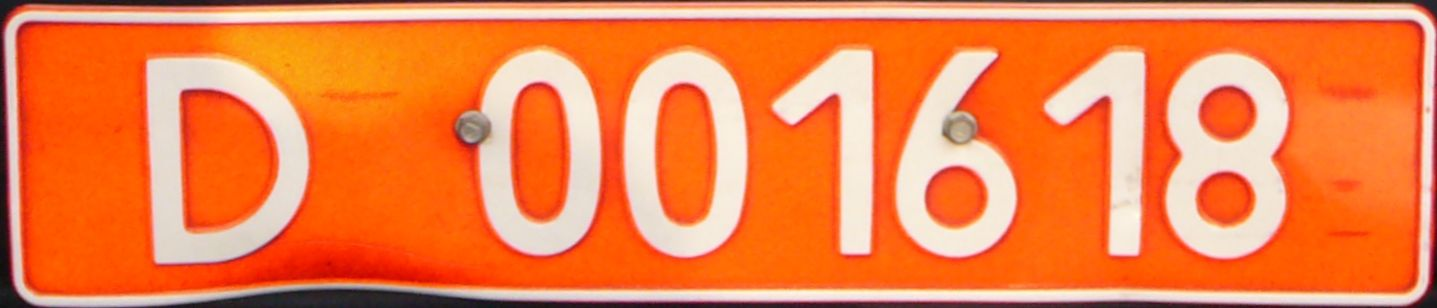
Formato di targa diplomatica utilizzato fino al 31 luglio 2012

Le targhe ordinarie emesse fino al 31 luglio 2012 erano, come quelle attuali, bianche con caratteri neri. Quelle per gli autoveicoli erano composte da una lettera (non venivano utilizzate G, I, J, Q e Y) che designava l'area d'immatricolazione, tre o quattro cifre e altre tre lettere (due per i veicoli commerciali, intestati a persone giuridiche); avevano caratteri neri su fondo bianco e le dimensioni corrispondevano, come quelle attuali, agli standard europei (520 × 110 mm circa). Si potevano richiedere targhe posteriori di 300 × 200 mm circa. 
Le targhe dei rimorchi erano di forma esagonale con quattro cifre sulla riga superiore e due lettere, la prima delle quali indicava la regione o città autonoma, sulla riga inferiore.
Le targhe per motoveicoli avevano forma quadrata; anch'esse avevano un numero di quattro cifre in alto e due lettere in basso, la prima delle quali identificava l'area d'immatricolazione. 
Nelle targhe degli automezzi delle unità militari e del Servizio Controllo di Frontiera erano utilizzate due lettere dell'alfabeto cirillico di dimensioni ridotte rispetto alle quattro cifre che le precedevano. 
Le sigle automobilistiche in uso dal 1993 al 31 luglio 2012 e le regioni o città corrispondenti erano le seguenti:
| Lettera | Regione / città                       |
| ------- | ------------------------------------- |
| A       | Città di Almaty                       |
| B       | Regione di Almaty                     |
| C       | Regione di Aqmola                     |
| D       | Regione di Aqtöbe                     |
| E       | Regione di Atyrau                     |
| F       | Regione del Kazakistan Orientale      |
| H       | Regione di Zhambyl                    |
| K       | Città di Zhezqazgan                   |
| L       | Regione del Kazakistan Occidentale    |
| M       | Regione di Karaganda                  |
| N       | Regione di Qyzylorda                  |
| O       | Città di Kókshetaý                    |
| P       | Regione di Qostanay                   |
| R       | Regione di Mangghystau                |
| S       | Regione di Pavlodar                   |
| T       | Regione del Kazakistan Settentrionale |
| U       | Città di Semej                        |
| V       | Città di Taldyqorǵan                  |
| W       | Città di Arkalyk                      |
| X       | Regione del Kazakistan Meridionale    |
| Z       | Città di Astana                       |

## Codici terminati

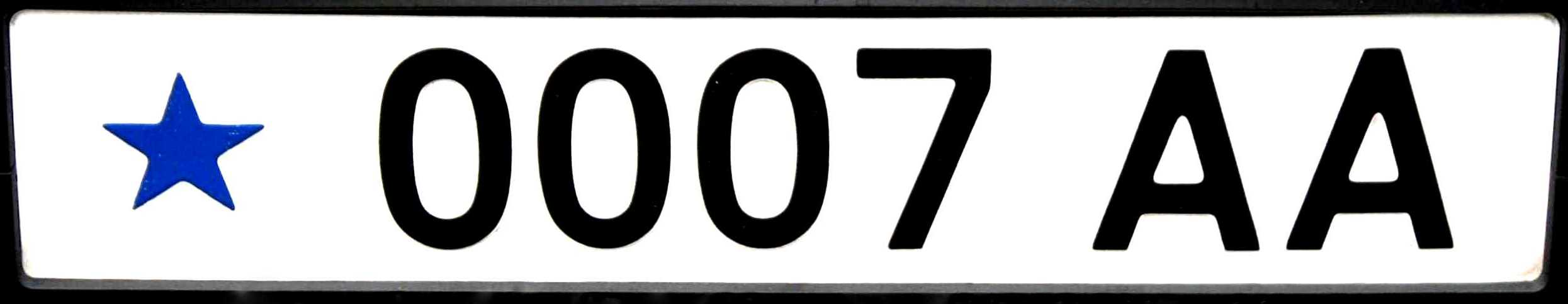
Design fino al 2014 per vetture dei Quartieri generali del Ministero della Difesa

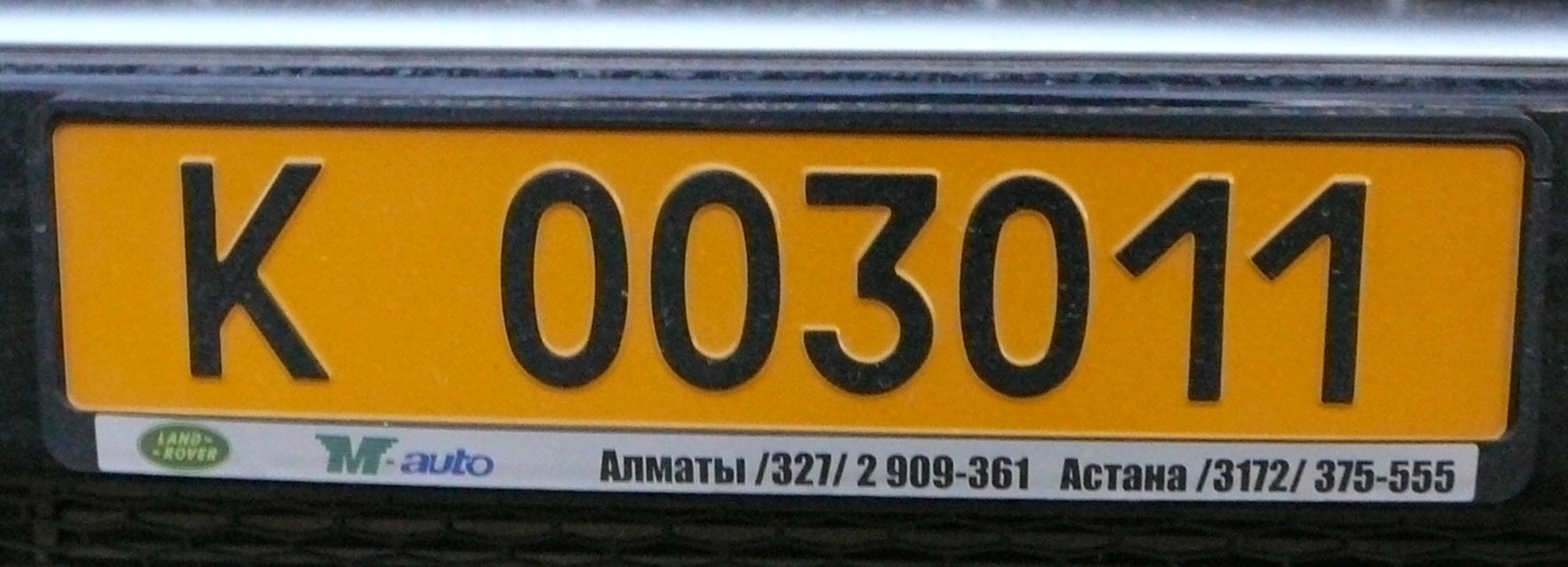
Esempio di targa gialla con lettera K assegnata fino al 31 luglio 2012 ai veicoli intestati ad agenzie di stampa o media esteri

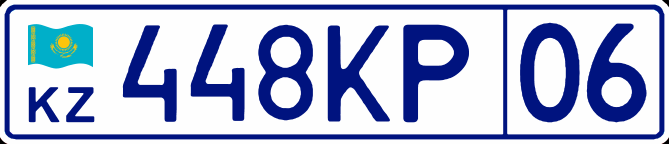
Targa di una vettura della Polizia Nazionale con formato emesso da agosto 2012 a dicembre del 2015

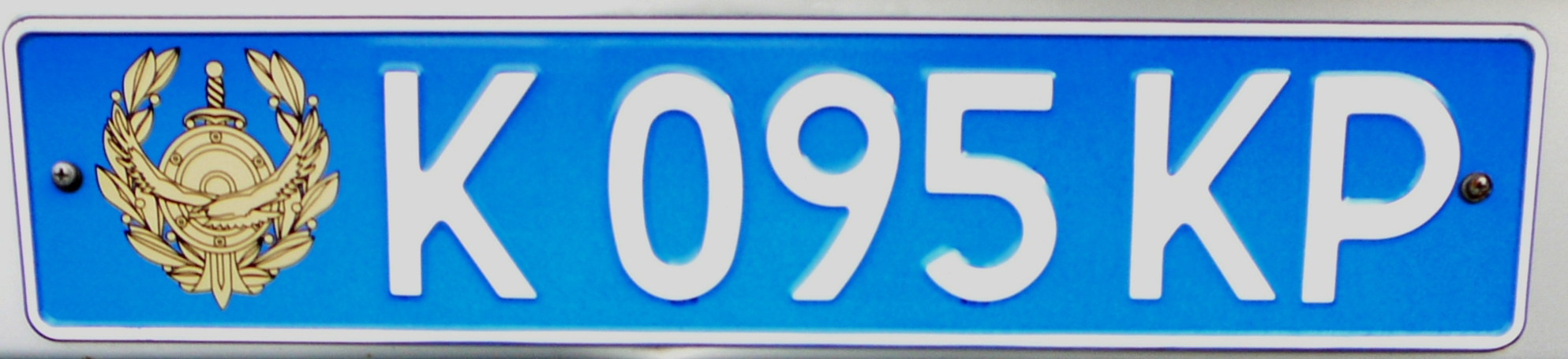
Formato per autoveicoli della Polizia Nazionale cessato ad agosto 2012

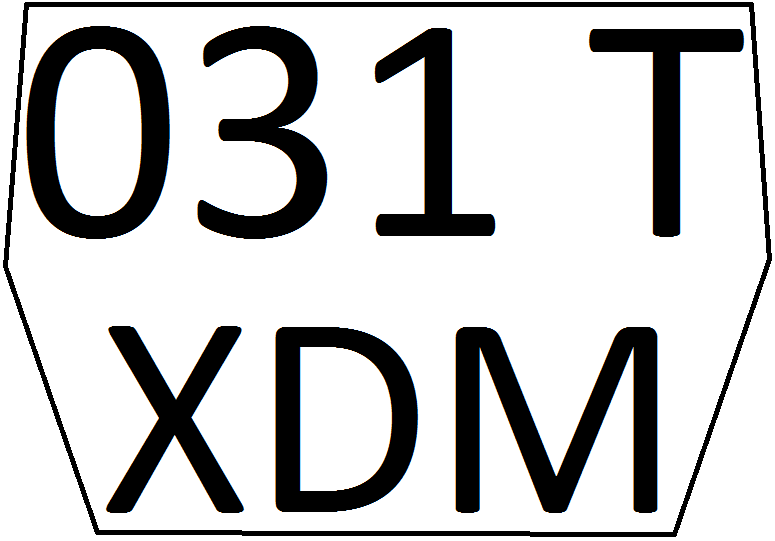
Formato antecedente al 2003 per macchine agricole

- A-AB - Ministero dell'Interno, Polizia (fino al 2000)
- A-AC - Polizia di Almaty e funzionari del Procuratore dello Stato (fino al 2012)
- A-AE - vari ministeri (fino al 2000)
- A-AK - Banca Nazionale della Repubblica del Kirghizistan (fino al 2012)
- A-AV - veicoli del garage del Governo (fino al 2000)
- A-RR - veicoli della Kazakhtelecom (fino al 2012)
- A-RU - Guardia Repubblicana (fino al 2012)
- A-TC - Comitato Doganale (dal 2000 al 2012)
- A-VP - funzionari del Governatore di Almaty (fino al 2012)
- A-ZZ - Polizia di Almaty (fino al 2012)
- AA (stella azzurra a sinistra anteposta a quattro cifre partendo da 0001) - Quartieri generali del Ministero della Difesa (in russo Aппаpат Aҝима, fino al 2014, poi → MO, WO)
- AA (bianco su nero) - Truppe di stanza ad Almaty
- AБ, AP (bianco su nero) - Truppe di stanza ad Atyrau
- AC - Servizio carcerario (fino al 31 luglio 2012)
- AE - Guardia Repubblicana (fino al 31 luglio 2012)
- AK - Corpo Sicurezza Nazionale (fino al 30 novembre 2012, poi → NS)
- AN, AW, ZZ - Ministero dell'Interno, Polizia (fino al 31 luglio 2012, poi → KP)
- AO (bianco su nero) - Truppe di stanza ad Aqmola
- AST - staff tecnico del Parlamento e amministrazione presidenziale (fino al 31 luglio 2012)
- AУ (bianco su nero) - Truppe di stanza a Mangghystau
- BB, F-BB - Truppe Interne (in russo Внутренние Bойска, dal 2016 → UU)
- BП (bianco su nero) - Polizia militare (Bоенная Пoлиция, fino al 2014)
- ДЗ (bianco su nero) - DOSAAF (fino al 2014)
- FA, FB - motocicli e rimorchi (fino al 2000)
- HQ - Servizio controllo delle frontiere (fino a giugno 2015, poi → BS)
- K (nero su giallo) - agenzie di stampa o media esteri (fino al 31 luglio 2012)
- KA, KГ (bianco su nero) - Truppe di stanza a Karaganda
- KK - Comitato nazionale per la protezione contro gli incendi (in kazako Қазақстан Ѳрт Комитеті, fino al 31 luglio 2012)
- KP (caratteri blu su fondo bianco da agosto del 2012 a dicembre del 2015, bianchi su fondo azzurro fino al 31 luglio 2012) - Polizia Nazionale (Kazakhstan Police)[6]
- ЛO (bianco su nero) - Accademia militare (fino al 2014)
- MA - deputati di un Maslihat (organo di rappresentanza regionale, fino al 31 luglio 2012)
- MK - Interpol (fino al 2000)
- NB - Banca Nazionale (National Bank, fino al 2000)
- NS - Comitato per la Sicurezza Nazionale (National Security, fino al 31 luglio 2012)
- PK - Procuratore dello Stato (Prosecutor of Kazakhstan, fino al 2000)
- ПP (bianco su nero) - Truppe di stanza a Pavlodar
- CK, CM (bianco su nero) - Truppe di stanza a Semej
- SO - Corte Suprema della Repubblica (dal 2000 al 2005)
- SP - Polizia tributaria (Salyq Policijasy, dal 2000 al 2005)
- T[7] - macchina agricola o rimorchio agricolo (Tрактор, fino al 2003)
- TD, TK (bianco su nero) - Truppe di stanza a Taldyqorğan
- TK - Comitato doganale (Tаможенный Kомитет, fino al 2000)
- UD - Gestione economica degli affari presidenziali (Управление Делами, fino al 31 luglio 2012)
- US - Dipartimento di Giustizia (dal 2000 al 2005)
- УK, УC (bianco su nero) - Truppe di stanza nel Kazakistan Orientale
- VP - Corte Suprema della Repubblica
- VP (bianco su nero) - Polizia Militare (in russo traslitterato Voennoe Policii, fino al 2014, poi → MP)
- ШX (X = lettera dell'alfabeto cirillico iniziale della città confinante con la Federazione Russa[8], bianco su nero) - Servizio di controllo delle frontiere (in russo Шекара significa "confine", fino a giugno 2015, poi → BS)
- Z-AS - Servizio di controllo fiscale (fino al 2012)
- Z-ML - Ministero delle Finanze (fino al 2012)
- Z-MP - funzionari del Pubblico Ministero (fino al 2012)
- Z-NN, Z-ZZ - funzionari di amministratori locali (fino al 2012)
- Z-RR - Polizia stradale (fino al 2012)
- Z-UD - veicoli del garage presidenziale (fino al 2012)
- Z-VP - veicoli utilizzati per comunicazioni speciali
- 001AA - governatori di province (fino al 2012)
- 002–120AA - amministratori locali, capi di dipartimento e loro vice (fino al 2012)
- 001–003 KGS - automezzi utilizzati per la spedizione del Kazakhstan Geological Survey al polo sud (2011)